# Liocranum
Liocranum  (лат.) — род пауков семейства Пауки-лиокраниды. Самки пауков живут в норах животных, а самцы, как правило, блуждают.

## Виды
По данным сайта World Spider Catalog на июнь 2016 года род включает 14 видов.
- Liocranum apertum Denis, 1960 — Франция
- Liocranum concolor Simon, 1878 — Корсика
- Liocranum erythrinum Pavesi, 1883 — Эфиопия
- Liocranum freibergi Charitonov, 1946 — Узбекистан
- Liocranum giersbergi Kraus, 1955 — Сардиния
- Liocranum kochi Herman, 1879 — Венгрия
- Liocranum majus Simon, 1878 — Испания
- Liocranum nigritarse L. Koch, 1875 — Эфиопия
- Liocranum ochraceum L. Koch, 1867 — Корфу
- Liocranum perarmatum Kulczyński, 1897 — Словения, Хорватия
- Liocranum pulchrum Thorell, 1881 — Новая Гвинея
- Liocranum remotum Bryant, 1940 — Куба
- Liocranum rupicola Walckenaer, 1830 — Европа, Россия
- Liocranum segmentatum Simon, 1878 — Франция
- Liocranum variabilis Wunderlich, 2008 — Мальорка